# Viktor Petrovič Dubynin
Viktor Petrovič Dubynin (in russo Виктор Петрович Дубынин?; Martjuš, 1º febbraio 1943 – Mosca, 22 novembre 1992) è stato un generale russo, ufficiale dell'Esercito sovietico e dell'Esercito della Federazione Russa, decorato postumo con il titolo di Eroe della Federazione Russa.

## Biografia
Nato nel Kamenskij rajon, Dubynin ha servito nell'Esercito sovietico sin dal 1961. Nel 1964 si è diplomato all'Istituto delle forze corazzate dell'Estremo oriente, in seguito all'Accademia delle forze corazzate "Rodion Malinovskij" nel 1978, e infine all'Accademia dello Stato maggiore nel 1984.
Dal 1986 al 1987 ha servito in Afghanistan come comandante della 40ª Armata sovietica.
Dal 1989 al 1992 è stato il penultimo comandante del Gruppo delle forze del nord sovietico in Polonia.
Il 10 giugno 1992 è stato nominato dal presidente Boris El'cin capo dello Stato maggiore delle Forze armate della federazione russa. Il 5 ottobre è divenuto il primo Generale d'armata russo dopo la caduta dell'Unione Sovietica. A quel momento Dubynin era già malato terminale di cancro, per questo l'allora ministro della difesa russo Pavel Gračëv ha dovuto consegnargli le spalline di Generale d'armata direttamente in ospedale.
Dubynin è morto il 22 novembre 1992 e la sua tomba si trova nel Cimitero di Novodevičij a Mosca.